# برايان ك. مكهيل
برايان ك. مكهيل (بالإنجليزية: Brian K. McHale)‏ هو سياسي أمريكي، ولد في 9 ديسمبر 1954 في بالتيمور في الولايات المتحدة. حزبياً، نشط في الحزب الديمقراطي. وقد انتخب عضو مجلس النواب لولاية ماريلند.